# Illma Gore

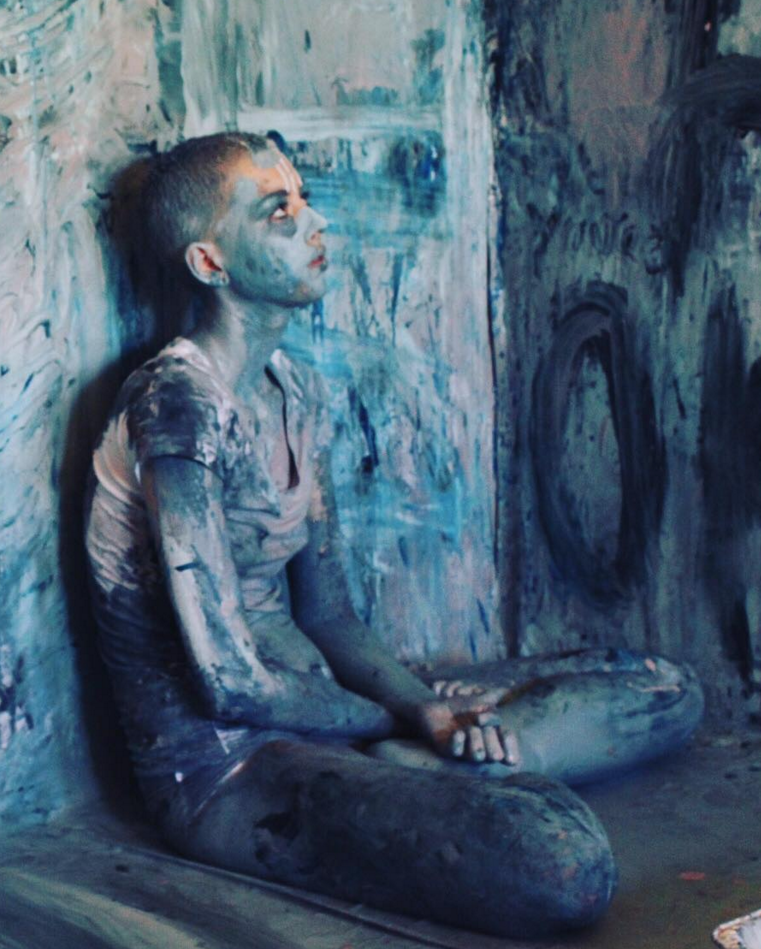
Illma Gore in der Performance Dis/Connect (2015)

Ashley Illma Gore (* 2. März 1992) ist eine US-amerikanisch-australische Künstlerin.

## Leben
Ashley Illma Gore wurde als Tochter des australischen Immobilienentwicklers Mike Gore und seiner dritten, US-amerikanischen Ehefrau Karin geboren. Gore hat eine Zwillingsschwester und zwei Halbbrüder. 1994 starb ihr Vater an einem Herzinfarkt, nachdem sein Immobiliengeschäft zusammengebrochen und die Familie nach Kanada gezogen war. Danach zog ihre Mutter, die fortan an Depressionen gelitten haben soll und 2009 verstarb, nach Australien. In Ashmore, einem Ortsteil von Gold Coast City in Queensland, besuchte Gore das Trinity Lutheran College. Im Alter von elf Jahren war sie eine Zeit lang obdachlos. 2012 studierte sie das Diplomfach Interactive Digital Media. Seit 2016 lebt und arbeitet Gore als Performance-Künstlerin in Los Angeles, Kalifornien.
Im März 2016 änderte Gore auf ihrer eigenen Website den kurzen Text über sich („Alles ist Kunst“) zu Gender Fluid Futurist (etwa: „Futuristin mit fließender Geschlechtsidentität“), auch Presseartikel zitierten dies. Einige Monate später änderte Gore den Text ihrer Website und schrieb: „Ich glaube daran, dass Kunst keine Sache ist – es ist ein Weg.“

## Künstlerische Karriere
Gores Kunst, die sich insbesondere durch Zeichnung, Streetart und Body-Art ausdrückt und sich an Arbeiten von Marina Abramović und Christian Boltanski orientiert, entwickelte sie als Autodidaktin; über eine klassische Kunstausbildung verfügt sie nicht. Als Künstlerin wurde Gore im Jahr 2013 bekannt, als sie in ihrer Performance Marriage Equality mit unbekleidetem Oberkörper durch Brisbane Fahrrad fuhr. Die entblößte Haut ihres Rückens nutzte sie dabei als Bildfläche für die Aufschrift My shirt didn’t match my rights. Dieser Spruch – auf Deutsch Mein Hemd entspricht nicht meinen Rechten – bezog sich auf Tony Abbott, damals wahlkämpfender Spitzenkandidat der Liberal Party of Australia für das Amt des australischen Premierministers, der sich zur Frage der Einführung der gleichgeschlechtlichen Ehe ablehnend geäußert hatte.
2015 trat Gore durch die Aktion Tattoo Me an die Öffentlichkeit, die dazu eingeladen wurde, Gores Körper zu Tätowierungen zu nutzen. Gegen eine Zahlung von 10 $ zugunsten einer Obdachlosen-Hilfsorganisation konnten fremde Leute dabei auch komische und banale Texte und Bilder bestimmen, die in Gores Haut als „menschliche Leinwand“ verewigt wurden. Anfänglich auf einen Gesamterlös von 6000 $ begrenzt erweiterte Gore das Crowdfunding für diese Aktion auf 17.500 $.
Make America Great Again

Illma Gore, 2016

Link zum Bild

(Bitte Urheberrechte beachten)
International bekannt wurde Gore schließlich durch die Buntstiftzeichnung Make America Great Again, die in einer Londoner Galerie für eine Million US-Dollar bewertet und zum Verkauf ausgestellt ist, nachdem zwei Versuche, das Bild über das Portal eBay zu veräußern, durch Abschaltung gescheitert waren und mehrere US-Galerien sich geweigert hatten, es auszustellen. Die Zeichnung, die von Facebook und anderen Medien verbannt wurde und ihr in den Vereinigten Staaten nach eigenen Angaben eine Vielzahl von Todesdrohungen, eine Verfolgung und Bedrohung nach dem Digital Millennium Copyright Act sowie eine Gesichtsverletzung als Folge eines körperlichen Angriffs eines Trump-Anhängers eintrug, stellt den US-Präsidentschaftskandidaten Donald Trump als Akt mit einem winzigen Penis dar. Der Titel des Bildes ist identisch mit dem Slogan von Trumps Wahlkampf (Make America Great Again). Auf ihrer Webseite schrieb sie hierzu:

„‚Make America Great Again‘ was created to evoke a reaction from its audience, good or bad, about the significance we place on our physical selves. One should not feel emasculated by their penis size or vagina, as it does not define who you are. Your genitals do not define your gender, your power, or your status. Simply put, you can be a massive prick, despite what is in your pants.“

„‚Make America Great Again (Mach Amerika wieder groß)‘ wurde geschaffen, um eine positive oder negative Reaktion des Publikums hervorzurufen, eine Reaktion, die darüber Aufschluss gibt, welche Bedeutung wir unserem körperlichen Selbst zumessen. Man sollte sein Geschlecht oder seine Identität nicht über die Größe von Penis oder Vagina bestimmen; die Genitalien definieren weder Geschlecht, noch Stärke oder Status. Knapp gesagt: Unabhängig von dem, was du in deiner Hose hast, kannst du ein großer Pimmel sein.“

Kim Jong-un

Illma Gore, 2018

Link zum Bild

(Bitte Urheberrechte beachten)
Ein vergleichbares Porträt schuf Gore 2018 von dem nordkoreanischen Diktator Kim Jong-un.
2017 berichtete die Zeitschrift Vogue über Gores Plastik einer Louis-Vuitton-Toilette. Hierzu hatte die Künstlerin 23 verschiedene Vuitton-Taschen und einen Vuitton-Koffer im Wert von insgesamt 15.000 US-Dollar erworben, sie zu einem Kunstwerk verarbeitet und in Santa Monica ausgestellt.
Unter der Regie von Evan Rachel Wood wirkte sie an dem Kurzfilm Queen mit, ebenso an dem Dokumentarfilm The Cleaners (2018) von Hans Block und Moritz Riesewieck sowie an dem Dokumentarfilm We Still Rise von Dagmara Kodlubanski. Auch an der Miniserie Phoenix Rising (2022) von Amy Berg beteiligte sie sich.

## Werke (Auswahl)
- Marriage Equality (My shirt didn’t match my rights). Performance 2013.
- I Can’t Tell If It’s Really Early Or Really Late. Gedicht 2014.[28]
- Dis/Connect. Performance 2015.
- Tattoo Me (Human Canvas Exhibition). Crowdfunding-Aktion 2015–2016.[29]
- Make America Great Again. Kreidezeichnung 2016.
- Kim Jong-un. 2018.